# Inner City Front
| Recensione              | Giudizio |
| ----------------------- | -------- |
| AllMusic                | [ 1 ]    |
| Piero Scaruffi          | [ 2 ]    |
| Dizionario del Pop-Rock | [ 3 ]    |
| 24.000 dischi           | [ 4 ]    |

Inner City Front è il dodicesimo album di Bruce Cockburn, pubblicato dalla True North Records nell'ottobre del 1981.

## Tracce
Lato A
Testi e musiche di Bruce Cockburn.
1. You Pay Your Money and You Take Your Chance – 4:19
2. The Strong One – 6:03
3. All's Quiet on the Inner City Front – 5:27
4. Radio Shoes – 4:16
5. Wanna Go Walking – 2:53

Lato B
Testi e musiche di Bruce Cockburn.
1. And We Dance – 4:45
2. Justice – 4:49
3. Broken Wheel – 4:39
4. Loner – 7:38

Edizione CD del 2002, pubblicato dalla Rounder Records (11661-3211-2)
Testi e musiche di Bruce Cockburn.
1. You Pay Your Money and You Take Your Chance – 4:21
2. The Strong One – 6:06
3. All's Quiet on the Inner City Front – 5:33
4. Radio Shoes – 4:18
5. Wanna Go Walking – 2:55
6. And We Dance – 4:47
7. Justice – 4:51
8. Broken Wheel – 4:41
9. Loner – 7:43
10. The Coldest Night of the Year – 4:04 – Bonus Track
11. The Light Goes on Forever – 6:51 – Bonus Track

## Musicisti
- Bruce Cockburn - chitarra, voce
- Jon Goldsmith - tastiere
- Hugh Marsh - violino, mandolino
- Dennis Pendrith - basso
- Bob DiSalle - batteria
- Memo Acevedo - percussioni
- Kathryn Moses - reeds, accompagnamento vocale
- Ruhollah Khomeini - percussioni aggiunte (brano: Justice)
- Murray McLauchlan - accompagnamento vocale, coro (brano: Wanna Go Walking)
- M. Kaddafi - accompagnamento vocale, coro (brano: The Strong One)

Note aggiuntive
- Bruce Cockburn - produttore (per la True North Productions)
- Bernie Finkelstein - produttore associato
- Registrato al Manta Sound di Toronto (Canada), aprile-giugno 1981
- Gary Gray - ingegnere delle registrazioni
- George Marino - masterizzazione (al Sterling Sound di New York)
- Bart Schoales - art direction, fotografia copertina frontale album
- George Whiteside - fotografia retrocopertina album[7]